# The Statler Brothers
The Statler Brothers (Стэтлер Бразерз) — американская мужская музыкальная группа, активная в жанрах кантри и госпел. Также работала на бэк-вокале у Джонни Кэша. Квартет был основан в 1955 году в Стонтоне, штат Виргиния.
В 2008 году группа была включена Зал славы кантри.

## Дискография
- См. «The Statler Brothers discography» в английском разделе.

#### Статьи
- Statler Brothers Celebrate 50 Years in the Business -- And Retirement  — Billboard, 16 января 2015